# Souleymane Bah Fisher
Pour les articles homonymes, voir Ba (nom de famille).
Souleymane Bah est un homme politique guinéen.
Il est député guinéen de janvier 2014 au 5 septembre 2021.

## Parcours politique
Il est l'ancien président du Parti national pour le renouveau (PNR), puis député de la liste national du RPG Arc-en-ciel de 2014 en 2021, élu lors des deux derniers élections de 2013
Député au parlement de la CEDEAO, dans lequel il a préside la commission travail, emploi, culture jeunesse et sports. Il a été en Autriche à la conférence de l’ONUDI sur le développement des pays les moins avancés. Trois fois au Nigeria pour la session inaugurale du 4ème parlement de la CEDEAO, la session extraordinaire pour la mise en place du bureau du nouveau parlement et la première session ordinaire de la 4e législature. Il a été observateur de l’élection présidentielle au Bénin au compte de la CEDEAO pour le 1er et le 2e tour. Entre le 12 et le 14 mars 2015, il a été au Maroc en compagnie du premier ministre Mohamed Saïd Fofana sur invitation du gouvernement marocain pour participer au forum du Crans Montana à Dakhla au Maroc,.
En mars 2020, il est réélu lors des élections législatives guinéenne et devient le 2ème vice-président de la commission des mines et de l’industrie de la IXe législature de la république de Guinée sous la présidence d'Alpha Condé,.
En 2019, lors d'une interviews, Souleymane affirme que « c’est une aberration de ne pas reconnaitre l’appartenance du Sahara Occidental au royaume chérifien ».